# Индустријска зона (Кремона)
Индустријска зона је насеље у Италији у округу Кремона, региону Ломбардија.
Према процени из 2011. у насељу је живело 147 становника. Насеље се налази на надморској висини од 78 м.